# San Marcos La Laguna
San Marcos La Laguna («San Marcos»: en honor a su santo patrono Marcos Evangelista; «La Laguna»: debido a su ubicación geográfica próxima al lago de Atitlán) es un municipio del departamento de Sololá de la región sur-occidente de la República de Guatemala.
En la época precolombina llegaron los primeros pobladores kachiqueles procedentes del área en donde se asientan los modernos municipios de San Lucas Tolimán y Santiago Atitlán, específicamente del lugar llamado «Pakip». Durante la época colonial fue una encomienda a cargo de los descendientes del conquistador español Sancho de Barahona, entre quienes se encuentra el primer presidente de la República Federal de Centro América, el general Manuel José Arce y Fagoaga.
Luego de la Independencia de Centroamérica en 1821, pasó a formar parte del departamento de Sololá/Suchitepéquez; y en 1838 fue parte del efímero Estado de Los Altos hasta que este fue reincorporado al Estado de Guatemala por el general conservador Rafael Carrera en 1840.  Posteriormente, tras la Reforma Liberal de 1871, el 12 de agosto de 1872 el gobierno de facto del presidente provisorio Miguel García Granados creó el departamento de Quiché, al que adjudicó gran parte del territorio de Sololá, aunque San Marcos La Laguna permaneció en este último.
Ya en el siglo XXI, en 2005 el municipio se vio severamente afectado por la tormenta Stan.

## Toponimia
Muchos de los nombres de los municipios y poblados de Guatemala constan de dos partes: el nombre del santo católico que se venera el día en que fueron fundados y una descripción con raíz náhuatl; esto se debe a que las tropas que invadieron la región en la década de 1520 al mando de Pedro de Alvarado estaban compuestas por soldados españoles y por indígenas tlaxcaltecas y cholultecas. En algunos casos, como el de este municipio el topónimo incluye el nombre de San Marcos y la descripción en castellano, en este caso «La Laguna» por su proximidad geográfica con el Lago de Atitlán.

## Demografía
El municipio tiene una población aproximada de 2836 según el censo de población de 2018 con una densidad de 236 personas por kilómetro cuadrado. Existe un proporción del 52% habitantes del sexo femenino y 48% del sexo masculino.

## Geografía física
El municipio de San Marcos La Laguna es el municipio más pequeño que tiene el departamento de Sololá junto con Santa Clara La Laguna y San Pablo La Laguna con 12 km².

### Clima
La cabecera municipal de San Marcos La Laguna tiene clima tropical; (Clasificación de Köppen: Aw).
| Parámetros climáticos promedio de San Marcos La Laguna | Parámetros climáticos promedio de San Marcos La Laguna | Parámetros climáticos promedio de San Marcos La Laguna | Parámetros climáticos promedio de San Marcos La Laguna | Parámetros climáticos promedio de San Marcos La Laguna | Parámetros climáticos promedio de San Marcos La Laguna | Parámetros climáticos promedio de San Marcos La Laguna | Parámetros climáticos promedio de San Marcos La Laguna | Parámetros climáticos promedio de San Marcos La Laguna | Parámetros climáticos promedio de San Marcos La Laguna | Parámetros climáticos promedio de San Marcos La Laguna | Parámetros climáticos promedio de San Marcos La Laguna | Parámetros climáticos promedio de San Marcos La Laguna | Parámetros climáticos promedio de San Marcos La Laguna |
| Mes                                                    | Ene.                                                   | Feb.                                                   | Mar.                                                   | Abr.                                                   | May.                                                   | Jun.                                                   | Jul.                                                   | Ago.                                                   | Sep.                                                   | Oct.                                                   | Nov.                                                   | Dic.                                                   | Anual                                                  |
| ------------------------------------------------------ | ------------------------------------------------------ | ------------------------------------------------------ | ------------------------------------------------------ | ------------------------------------------------------ | ------------------------------------------------------ | ------------------------------------------------------ | ------------------------------------------------------ | ------------------------------------------------------ | ------------------------------------------------------ | ------------------------------------------------------ | ------------------------------------------------------ | ------------------------------------------------------ | ------------------------------------------------------ |
| Temp. máx. media (°C)                                  | 25.8                                                   | 25.6                                                   | 26.4                                                   | 25.8                                                   | 25.7                                                   | 23.0                                                   | 24.5                                                   | 24.5                                                   | 24.1                                                   | 24.9                                                   | 25.5                                                   | 25.5                                                   | 25.1                                                   |
| Temp. media (°C)                                       | 19.0                                                   | 18.6                                                   | 19.5                                                   | 19.5                                                   | 19.9                                                   | 18.5                                                   | 19.2                                                   | 19.1                                                   | 18.9                                                   | 19.4                                                   | 19.2                                                   | 18.7                                                   | 19.1                                                   |
| Temp. mín. media (°C)                                  | 12.2                                                   | 11.7                                                   | 12.7                                                   | 13.3                                                   | 14.1                                                   | 14.0                                                   | 14.0                                                   | 13.7                                                   | 13.8                                                   | 14.0                                                   | 13.0                                                   | 12.0                                                   | 13.2                                                   |
| Precipitación total (mm)                               | 3                                                      | 18                                                     | 20                                                     | 51                                                     | 153                                                    | 374                                                    | 205                                                    | 212                                                    | 370                                                    | 223                                                    | 37                                                     | 15                                                     | 1681                                                   |
| Fuente: Climate-Data.org                               |                                                        |                                                        |                                                        |                                                        |                                                        |                                                        |                                                        |                                                        |                                                        |                                                        |                                                        |                                                        |                                                        |

### Ubicación geográfica
San Marcos La Laguna está en del departamento de Sololá, y se encuentra a una distancia de 48 km de la cabecera departamental. Está prácticamente rodeado por municipios de dicho departamento:
- Norte: Santa Lucía Utatlán
- Sur: Lago de Atitlán[13]
- Este: Santa Cruz La Laguna
- Oeste: San Pablo La Laguna[13]

|                            | Norte: Santa Lucía Utatlán |                            |
| Oeste: San Pablo La Laguna |                            | Este: Santa Cruz La Laguna |
|                            | Sur: Lago de Atitlán       |                            |

## Gobierno municipal
Los municipios se encuentran regulados en diversas leyes de la República, que establecen su forma de organización, lo relativo a la conformación de sus órganos administrativos y los tributos destinados para los mismos.  Aunque se trata de entidades autónomas, se encuentran sujetas a la legislación nacional. Las principales leyes que rigen a los municipios en Guatemala desde 1985 son:
| N.º | Ley                                                | Descripción |
| --- | -------------------------------------------------- | --- |
| 1   | Constitución Política de la República de Guatemala | Tiene una regulación legal específica para los municipios en los artículos 253 al 262. |
| 2   | Ley Electoral y de Partidos Políticos              | Ley de carácter constitucional aplicable a los municipios en el tema de la conformación de sus autoridades electas. |
| 3   | Código Municipal                                   | Decreto 12-2002 del Congreso de la República de Guatemala. Tiene la categoría de ley ordinaria y contiene preceptos generales aplicables a todos los municipios, e inclusive contiene legislación referente a la creación de los municipios.             |
| 4   | Ley de Servicio Municipal                          | Decreto 1-87 del Congreso de la República de Guatemala. Regula las relaciones entra la municipalidad y los servidores públicos en materia laboral. Tiene su base constitucional en el artículo 262 de la constitución que ordena la emisión de la misma. |
| 5   | Ley General de Descentralización                   | Decreto 14-2002 del Congreso de la República de Guatemala. Regula el deber constitucional del Estado, y por ende del municipio, de promover y aplicar la descentralización y desconcentración económica y administrativa.                                |

El gobierno de los municipios de Guatemala está a cargo de un Concejo Municipal mientras que el código municipal —que tiene carácter de ley ordinaria y contiene disposiciones que se aplican a todos los municipios de Guatemala— establece que «el concejo municipal es el órgano colegiado superior de deliberación y de decisión de los asuntos municipales […] y tiene su sede en la circunscripción de la cabecera municipal». Por último, el artículo 33 del mencionado código establece que «[le] corresponde con exclusividad al concejo municipal el ejercicio del gobierno del municipio».
El concejo municipal se integra con el alcalde, los síndicos y concejales, electos directamente por sufragio universal y secreto para un período de cuatro años, pudiendo ser reelectos.
Existen también las Alcaldías Auxiliares, los Comités Comunitarios de Desarrollo (COCODE), el Comité Municipal del Desarrollo (COMUDE), las asociaciones culturales y las comisiones de trabajo. Los alcaldes auxiliares son elegidos por las comunidades de acuerdo a sus principios, valores, procedimientos y tradiciones, estos se reúnen con el alcalde municipal el primer domingo de cada mes. Los Comités Comunitarios de Desarrollo y el Consejo Municipal de Desarrollo tiene como función organizar y facilitar la participación de las comunidades priorizando necesidades y problemas.
Los alcaldes que ha habido en el municipio son:
- 2012-2016: Edwin Enrique Cuá[15]
- 2016-2020: Vicente Raúl Puzul Mendoza

## Historia
Los primeros habitantes del poblado fueron personas procedentes del área en donde se asientan los modernos municipios de San Lucas Tolimán y Santiago Atitlán, específicamente del lugar llamado «Pakip». Las personas que llegaron eran de raza kakchiquel y actualmente existen más personas en el municipio de esa etnia. La fecha de fundación del poblado es incierta.

### Fundación de la encomienda
Después de la conquista del altiplano guatemalteco en 1524, se inició la etapa de fundación de encomiendas, para lo que se aglutinaban a las personas que acompañaban a los españoles con encomiendas o a algunas poblaciones dispersas que habían huido de la ocupación.  En algunas ocasiones se aglutinaban a personas hablantes de un mismo idioma o simplemente eran traídos de otros lugares para formar los nuevos poblados. Las fundaciones fueron ordenadas en 1538 a instancias del Obispo Francisco Marroquín por cédula que tuvo que reiterarse en 1541. El Oidor Juan Rogel Vásquez fue enviado por la Audiencia para hacer realidad la fundación de pueblos, encomendando éste a los religiosos de las órdenes regulares conocedores de los idiomas indígenas para dirigir la reducción, centrando su atención en las cabeceras de los señoríos.
Las encomiendas no solamente organizaban a la población indígena como mano de obra forzada sino que era una manera de recompensar a aquellos españoles que se habían distinguido por sus servicios y de asegurar el establecimiento de una población española en las tierras recién descubiertas y conquistadas.  También servían como centro de culturización y de evangelización obligatoria pues los indígenas eran reagrupados por los encomenderos en pueblos llamados «Doctrinas», donde debían trabajar y recibir la enseñanza de la doctrina cristiana a cargo de religiosos de las órdenes regulares, y encargarse también de la manutención de los frailes.  El encomendero a cargo de la región de Atitlán fue el conquistador Sancho de Barahona tras la muerte de Pedro de Alvarado.
En 1623 Pedro Núñez de Barahona —nieto del encomendero original Sancho de Barahona— tomó posesión oficial de la encomienda de Atitlán, comprendida por los pueblos de Santiago Atitlán, San Lucas Tolimán, San Pedro La Laguna, San Juan La Laguna, San Pablo La Laguna, Santa María Visitación, Santa Cruz La Laguna y San Marcos La Laguna, así como poblados que pertenecen al moderno departamento de Suchitepéquez.

### Tras la Independencia de Centroamérica
Tras la Independencia de Centroamérica según el Decreto del 11 de octubre de 1825 del Estado de Guatemala, el poblado fue asignado al Circuito de Atitlán, en el distrito N.º 11 (Suchitepéquez) para la impartición de justicia; junto a San Marcos estaban en ese distrito Atitlán, Tolimán, San Pedro La Laguna, Santa Clara, la Visitación, San Pablo, San Miguelito, San Juan de los Leprosos y Santa Bárbara de La Costilla y La Grande.

### El efímero Estado de Los Altos

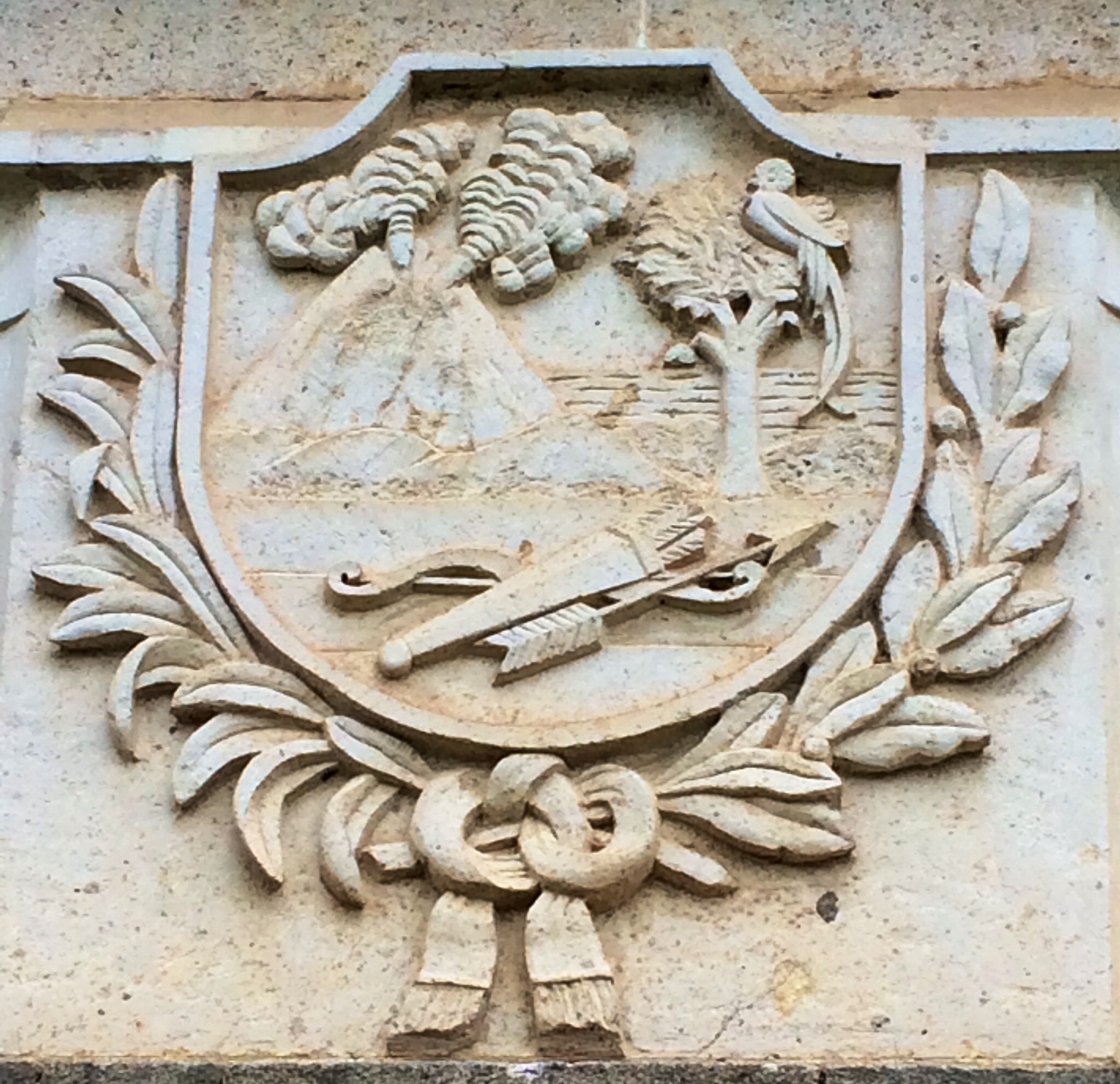
Escudo del Estado de los Altos

En abril de 1838 San Marcos La Laguna pasó a formar parte de la región que constituyó el efímero Estado de Los Altos y que el 12 de septiembre de 1839 forzó a que el Estado de Guatemala se reorganizara en siete departamentos y dos distritos independientes: 
- Departamentos: Chimaltenango, Chiquimula, Escuintla, Guatemala, Mita, Sacatepéquez, y Verapaz
- Distritos: Izabal y Petén[20]

La región occidental de la actual Guatemala había mostrado intenciones de obtener mayor autonomía con respecto a las autoridades de la ciudad de Guatemala desde la época colonial, pues los criollos de la localidad consideraban que los criollos capitalinos que tenían el monopolio comercial con España no les daban un trato justo.  Pero este intento de secesión fue aplastado por el general Rafael Carrera, quien reintegró al Estado de Los Altos al Estado de Guatemala en 1840.

### Tras la Reforma Liberal de 1871
Luego de la Reforma Liberal de 1871, el presidente de facto provisiorio Miguel García Granados dispuso crear el departamento de Quiché para mejorar la administración territorial de la República dada la enorme extensión del territorio de Totonicapán y de Sololá. De esta cuenta, el 12 de agosto de 1872 el departamento de Sololá perdió sus distritos de la Sierra y de Quiché y se vio reducido únicamente a los poblados de San Marcos La Laguna, villa de Sololá, San José Chacallá, Panajachel, Concepción, San Jorge, San Andrés Semetabaj, Santa Lucía Utatlán, Santa Cruz, Santa Bárbara, San Juan de los Leprosos, Visitación, San Pedro, San Juan, San Pablo, Santa Clara, Atitlán, San Lucas Tolimán, San Antonio Palopó, Santa Catarina Palopó y Patulul.

### sigloXXI: tormenta Stan
El huracán Stan, azotó Guatemala como huracán de categoría I en los primeros días de octubre de 2005 y causó daños y pérdidas al país por unos mil millones de dólares, según un estudio de la Comisión Económica para América Latina y el Caribe (CEPAL). De acuerdo al informe, el huracán afectó directamente a catorce de los veintidós departamentos de Guatemala; además, provocó seiscientos setenta muertos, ochocientos cincuenta desaparecidos y tres millones y medio de damnificados.
Las lluvias continuas pusieron al descubierto el desastre medioambiental de Guatemala: las deforestadas montañas no soportaron los bolsones agua y humedad que en esos días se formaron provocando derrumbes y deslaves. La mayoría de los ríos que brotan en las depredadas montañas de la bocacosta, con sus cuencas casi sin vegetación y la pérdida de profundidad en sus causes, provocó que se desbordaran e inundaran amplias regiones cultivadas y decenas de comunidades rurales y cabeceras municipales en la franja costera del país. En la altiplanicie central y occidental, capas y pliegues de cerros y volcanes se derrumbaron destruyendo cientos de viviendas y la tragedia humana. De la parte alta de la cuenca del lago de Atitlán, los deslaves fueron continuos, arrastrando lodo, piedras, rocas y arena. El lago, que normalmente recibe las aguas negras de doce cabeceras municipales, fue inundado con un gran volumen de desechos que flotaron durante varios días.

## Economía
El municipio es reconocido por ser un lugar muy turístico y vistado por gente de los demás municipios de Guatemala. El lago de Atitlán es su fuente económica más efectiva ya que no solo atrate visitantes, sino que también es una fuente de pesca que es una fuente comercial muy abundante.